# Змінні типу α Лебедя
Змінні типу α Лебедя (GCVS-скорочення: ACYG) — це змінні зорі, які демонструють нерадіальні пульсації, що означає, що одночасно деякі частини поверхні зорі стискаються, а деякі — розширюються. До цього типу належать надгіганти спектральних класів B чи A. Зміни яскравості невеликі — від 0,01 до 0,1 видимої зоряної величини, і пов'язуються з пульсаціями, які часто здаються нерегулярними через биття численних періодів пульсації. Самі пульсації зазвичай мають періодичність від декількох днів до декількох тижнів.
Прототип цього типу змінних, Денеб (α Лебедя), виявляє зміну яскравості між +1,21 та +1,29 зоряних величин. Швидкі невеликі зміни були відомі у багатьох надгігантів ранніх класів, але формально були виділені в окремий тип змінних лише у 4-му виданні Загального каталогу змінних зір (1985 р.). Багато яскравих блакитних змінних також демонструють змінність типу α Лебедя під час своєї тихої (гарячої) фази, але їх переважно класифікують як  яскраві блакитні змінні.
Значну кількість зір цього типу (32 зорі) відкрив Крістоффель Велкінс із колегами під час аналізу даних Гіппаркоса 1998 року.
Зорі типу α Лебедя настільки масивні, що при подальшій еволюції ймовірно вибухнуть як наднові колапсу ядра (тобто як наднові типу Ib та Ic чи наднові типу II).

## Пульсації
Причини та механізм пульсацій типу α Лебедя повністю не вивчено. Вони не обмежуються вузьким діапазоном температур та яскравостей, як це характерно для більшості пульсуючих зір. Натомість, найяскравіші надгіганти класів A та B, і можливо також класів O та F, демонструють якийсь тип непередбачуваних невеликих пульсацій. Неадіабатичні дивні моди радіальних пульсацій теорією передбачаються лише для найяскравіших надгігантів. Пульсації також були змодельовані для менш яскравих надгігантів за припущення, що вони є надгігантами низьких мас на стадії після червоного надгіганта, однак більшість змінних типу α Лебедя не має ознак проходження через стадію червоного надгіганта.
Обговорюються дві можливі причини змінності зір цього типу:
- нерадіальні пульсації можуть відбуватись у зорях масою більше 40 сонячних та призводити до «дивних режимів» (англ. strange modes), які утворюються у зонах з підвищеною непрозорістю внаслідок другої іонізації гелію та у зір, які майже досягли межі Едінгтона. Однак розрахункові амплітуди дивних режимів є значно більшими, ніж ті, що спостерігаються у зір типу α Лебедя[6]. Неадіабатичні гравітаційні режими пульсації можуть спричиняти зміни довших періодів, але вони не спостерігались у змінних типу α Лебедя[7].
- Короткоперіодична змінність (тривалістю від декількох днів до декількох тижнів) може бути зумовлена традиційним каппа-механізмом (зміною непрозорості заліза), а довгоперіодична (місяці) — іпсилон-механізмом. Іпсилон-механізм ґрунтується на флуктуаціях енергії, що виділяється в термоядерних реакціях. У зір типу α Лебедя активне горіння водню відбувається в зоні променистого переносу, яка може бути чутливою до нестабільності[8].

## Приклади

### У Чумацькому Шляху
| Назва             | Сузір'я         | Відкриті                 | Максимальна видима зоряна величина (mV) | Мінімальна видима зоряна величина (mV) | Період (днів) | Спектральний клас | Яскравість (світностей Сонця) | Коментар                     |
| ----------------- | --------------- | ------------------------ | --------------------------------------- | -------------------------------------- | ------------- | ----------------- | ----------------------------- | ---------------------------- |
| CE Cam (HD 21389) | Жирафа          | Percy & Welsh (1983)     | 4m.54                                   |                                        |               | A0Iab             | 63 000                        |                              |
| CS Cam            | Жирафа          | Rufener (1982)           | 4m.259                                  |                                        |               | B9Ia              | 75 900                        |                              |
| η CMa (Алудра)    | Великий Пес     | Kazarovets et al. (1999) | 2m.38                                   | 2m.48                                  | 4.70433       | B5Ia              | 105 000                       |                              |
| ο2 CMa            | Великий Пес     | Waelkens et al. (1998)   | 2m.98                                   | 3m.04                                  | 24.44         | B3Ia              | 219 000                       |                              |
| κ Cas             | Кассіопея       | Percy & Welsh (1983)     | 4m.12                                   | 4m.21                                  | 2.64690       | B1Ia              | 331 000                       |                              |
| 6 Cas             | Кассіопея       | Abt (1957)               | 5m.34                                   | 5m.45                                  | 30            | B2 Ia+            | 200 000                       | Гіпергігант                  |
| ο2 Cen            | Центавр         |                          | 5m.12                                   | 5m.22                                  | 46.3          | A2Ia              | 136 000                       |                              |
| ν Cep             | Цефей           | Percy & Welsh (1983)     | 4m.25                                   | 4m.35                                  |               | A2 Iab            | 254 000                       |                              |
| DL Cru            | Південний Хрест | Waelkens et al. (1998)   | 6m.24                                   | 6m.28                                  | 2.8778        | B1.5Ia            | 242 000                       |                              |
| Денеб             | Лебідь          | Lee (1910)               | 1m.21                                   | 1m.29                                  |               | A2 Ia             | 196 000                       | Прототип                     |
| σ Cyg             | Лебідь          | Abt (1957)               | 4m.19                                   | 4m.26                                  | 120.2         | B9 Iab            | 39,000                        |                              |
| 55 Cyg            | Лебідь          | Hill et al (1976)        | 4m.81                                   | 4m.87                                  |               | B2.5 Ia           | ~400 000                      |                              |
| 3 Gem             | Близнюки        | Waelkens et al. (1998)   | 5m.75                                   |                                        | 13.70         | B3 Ia             | 200 000                       |                              |
| ρ Leo             | Лев             | Olsen (1974)             | 3m.83                                   | 3m.9                                   | 3.4271        | B1Iab             | 295 000                       |                              |
| β Ori (Рігель)    | Оріон           | Waelkens et al. (1998)   | 0m.17                                   | 0m.22                                  | 2.0748        | B8Ia              | 279 000 218 000               | Найяскравіша зоря цього типу |
| ε Ori (Альнілам)  | Оріон           | Cousins (1960)           | 1m.64                                   | 1m.74                                  | 2.0748        | B0.5Iabea         | 275 000 537 000               |                              |
| χ2 Ori            | Оріон           | Waelkens et al. (1998)   | 4m.68                                   | 4m.72                                  | 2.8682        | B2Ia              | 446 000                       |                              |
| 9 Per             | Персей          | Abt (1957)               | 5m.15                                   | 5m.25                                  |               | A2 Ia             | 141 000                       |                              |

### Поза межами Чумацького Шляху
| Назва        | Сузір'я                  | Відкриті | Максимальна видима зоряна величина (mV) | Мінімальна видима зоряна величина (mV) | Період (днів) | Спектральний клас | Яскравість (світностей Сонця) | Коментар                        |
| ------------ | ------------------------ | -------- | --------------------------------------- | -------------------------------------- | ------------- | ----------------- | ----------------------------- | ------------------------------- |
| LHA 115-S 18 | Мала Магелланова Хмара   |          | 13m.3                                   |                                        | складний      | B[e]sg            |                               | Можливо яскрава блакитна змінна |
| HDE 268835   | Велика Магелланова Хмара |          | 10m.60                                  | 10m.68                                 | >100          | B8p               |                               |                                 |
| HD 37974     | Велика Магелланова Хмара |          | 10m.92                                  | 11m.00                                 | 400           | B0.5Ia+           |                               |                                 |